# Constitución de las Islas Malvinas
La Constitución del Territorio Británico de Ultramar de las Islas Malvinas (en inglés, Falkland Islands Constitution) en su forma actual, fue aprobada el 5 de noviembre de 2008 por la reina Isabel II en una reunión del Consejo Privado en el Palacio de Buckingham. La Constitución fue presentada al Parlamento del Reino Unido el 12 de noviembre de 2008 y se convirtió en ley el 1 de enero de 2009. La actual Constitución sustituye a la versión de 1985 (que había sido modificada en 1997). 

## Estructura

### Capítulo I: Protección de los Derechos Fundamentales y Libertades de la Persona
En el primer capítulo de la Constitución, que se compone de los artículos 1-22, se establece los derechos y libertades fundamentales de los isleños. El texto es ampliamente tomado de documentos como la Declaración Universal de los Derechos Humanos y la Convención Europea de Derechos Humanos, si bien hay un énfasis mucho mayor en el derecho a la libre determinación.

### Capítulo II: Gobernador
El segundo capítulo, que se compone de los artículos 23 a 25, establece el cargo de Gobernador de las Islas Malvinas y describe el proceso de nombramiento para ese cargo. El capítulo también establece cómo los deberes y facultades del gobernador se determinan. En el artículo 24 del capítulo se describen los momentos en que un gobernador interino puede ser requerido y el proceso de nombramiento para ese puesto.

### Capítulo III: Asamblea Legislativa
El tercer capítulo, que se compone de los artículos 26 a 36, establece la estructura de la Legislatura. El capítulo crea la Asamblea Legislativa de las Islas Malvinas (que sustituyó al Consejo Legislativo de la Constitución de 1985) y describe la composición de la Asamblea Legislativa.
Las habilitaciones (e inhabilitaciones) para aquellos que buscan las elecciones a la Asamblea Legislativa se enumeran en los artículos 28 y 29, así como la cualificación de los electores se enumeran en el artículo 32. El procedimiento para las elecciones generales, así como la provisión de plazas vacantes entre las elecciones generales, se establece en el artículo 32.

### Capítulo IV: Competencias y Procedimientos de la Asamblea Legislativa
El cuarto capítulo, que se compone de los artículos 37 a 55, establece las competencias y procedimientos de la Asamblea Legislativa, dando a la Asamblea Legislativa el poder de hacer leyes. El procedimiento para elegir al Presidente de la Asamblea Legislativa se describe en el artículo 39.
A los miembros de la Asamblea Legislativa se concede en el artículo 49 la libertad de expresión durante su función como legislador de la Asamblea Legislativa.

### Capítulo V: Poder Ejecutivo
La estructura y poderes del ejecutivo se presenta en el capítulo quinto, que se compone de los artículos 56 a 73. El capítulo establece que la autoridad ejecutiva en las Islas Malvinas reside en la Reina y se ejerce en su nombre por el gobernador.
El artículo 57 establece el Consejo Ejecutivo de las Islas Malvinas, para asesorar al gobernador sobre la ejecución del poder ejecutivo. Conforme a los artículos 66 y 67, el gobernador está autorizado a ir en contra de los deseos del Consejo Ejecutivo, pero si él o ella hace eso, el gobernador deberá informar inmediatamente al Secretario de Estado de los motivos de tales medidas. El Secretario de Estado puede desautorizar al gobernador si es necesario.
El artículo 70 crea un Comité Asesor sobre la Prerrogativa de Gracia, y describe su composición y atribuciones. El artículo 71 da al Gobernador la facultad de conceder indultos en el asesoramiento de la Comisión Consultiva. El artículo 72 detalla el papel del fiscal general en relación con el proceso penal.

### Capítulo VI: Finanzas
El sexto capítulo, que se compone de los artículos 74 a 81, describe los poderes del Gobierno de las Islas Malvinas en las finanzas públicas.
El artículo 76 describe el papel del Director de Finanzas de las Islas Malvinas y se establecen los ingresos y gastos de las islas que luego deben ser autorizados por la Asamblea Legislativa.

### Capítulo VII: Servicio Público
El séptimo capítulo, que se compone de los artículos 82 a 85, establece que habrá un Jefe del Ejecutivo de las Islas Malvinas y describe el proceso de nombramiento para ese cargo.
El artículo 85 describe el procedimiento para la disciplina y la destitución de los funcionarios públicos.

### Capítulo VIII: Administración de Justicia
El capítulo octavo, que se compone de los artículos 86 a 94, establece la estructura y la composición del poder judicial. El artículo 86 crea la Corte Suprema de Justicia de las Islas Malvinas y le da plena jurisdicción para conocer de las acciones civiles o penales.

### Capítulo IX: Comisionado de Quejas
El noveno capítulo, que se compone de los artículos 95 y 96, establece el procedimiento de nombramiento de un Comisario de Quejas y describe su proceso y la función.

### Capítulo X: Varios
El capítulo décimo, que se compone de los artículos 97 a 100, describe el Sello Público, así como el procedimiento de nombramientos y renuncias simultáneas de cualquier cargo o puesto establecido por la Constitución.
El artículo 100 da una lista de términos utilizados en la constitución, con sus interpretaciones oficiales.

### Anexos
En el anexo A se detalla las normas para la promulgación de las leyes. El anexo B contiene el texto de los juramentos y afirmaciones de los mandatos de la Constitución.

## Controversia
La nueva constitución fue criticada por la Argentina, que reclama la soberanía de las Islas Malvinas. Jorge Taiana, el entonces Ministro de Relaciones Exteriores de Argentina, describió la Constitución como una "flagrante violación de la soberanía argentina y del derecho internacional", diciendo que "el único objetivo que, en definitiva, persigue el Reino Unido otorgando y aprobando lo que denomina reformas es perpetuar una anacrónica situación colonial."